# Tara Lynn Foxx
Tara Lynn Foxx (San Francisco, California; 13 de junio de 1990) es una actriz pornográfica y bailarina estadounidense.

## Biografía
Tara Lynn nació en la ciudad de San Francisco (California) en una familia con ascendencia irlandesa, italiana, rusa y escandinava. Creció en una pequeña ciudad cerca de Oakland y asistió a la escuela secundaria en Oregón, donde realizaba actividades de coro y teatro. Su primer trabajo fue de recogeplatos en un restaurante.
Desde muy pronto desarrolló interés por la pornografía. Comenzó en la industria para adultos como chica webcam bajo el seudónimo de Annabelle Amore. No obstante, sus primeras escenas explícitas de sexo las empezaría a hacer a partir de febrero de 2009, con 19 años de edad. En noviembre de 2010 comenzaría a trabajar también como bailarina en clubs de estriptis.
Algunos de sus trabajos reseñables son parodias porno, como She-Hulk XXX, Spider-Man XXX - A Porn Parody, This Ain't Homeland XXX, This Ain't Glee XXX o Rezervoir Doggs.
Ha grabado más de 420 películas como actriz.

## Premios y nominaciones
| Año  | Ceremonia                   | Resultado | Premio                                         | Trabajo                                        |
| ---- | --------------------------- | --------- | ---------------------------------------------- | ---------------------------------------------- |
| 2010 | Premios XRCO                | Ganadora  | Cream Dream of the Year                        | —                                              |
| 2011 | Premios AVN                 | Nominada  | Mejor actriz revelación                        | —                                              |
| 2011 | Premios XRCO                | Ganadora  | Cream Dream of the Year                        | —                                              |
| 2012 | Premios AVN                 | Nominada  | Mejor escena de sexo lésbico en grupo          | Rezervoir Doggs                                |
| 2012 | Premios XBIZ                | Nominada  | Mejor actriz de reparto                        | Captain America XXX: An Extreme Comixxx Parody |
| 2013 | Sex Awards                  | Nominada  | Estrella adulta más sexy                       | —                                              |
| 2013 | Spank Bank Awards           | Nominada  | Most Beautiful Seductress                      | —                                              |
| 2013 | Spank Bank Awards           | Nominada  | Most Adorable Slut                             | —                                              |
| 2013 | Spank Bank Awards           | Nominada  | Most Comprehensive Utilization of All Orifices | —                                              |
| 2013 | Spank Bank Awards           | Nominada  | Cocksucker of the Year                         | —                                              |
| 2013 | Spank Bank Awards           | Nominada  | Gangbanged Princess of the Year                | —                                              |
| 2013 | Spank Bank Awards           | Nominada  | Most Underrated Slut                           | —                                              |
| 2013 | Spank Bank Awards           | Ganadora  | America's Porn Sweetheart                      | —                                              |
| 2013 | Spank Bank Technical Awards | Ganadora  | Best Partners for a B/G/G Threeway             | —                                              |
| 2013 | Spank Bank Technical Awards | Ganadora  | Man’s Other Best Friend                        | —                                              |
| 2013 | Spank Bank Technical Awards | Ganadora  | Spreading Peace And Love By Spreading Her Legs | —                                              |
| 2013 | Spank Bank Technical Awards | Ganadora  | The Next Chapter In Sexiness                   | —                                              |
| 2014 | Premios AVN                 | Nominada  | Mejor actriz                                   | This Ain't Homeland XXX                        |
| 2014 | Premios AVN                 | Nominada  | Mejor escena de sexo oral                      | This Ain't Homeland XXX                        |
| 2014 | Spank Bank Awards           | Nominada  | Dirty Little Slut of the Year                  | —                                              |
| 2014 | Spank Bank Awards           | Nominada  | Most Adorable Slut                             | —                                              |
| 2014 | Spank Bank Awards           | Nominada  | Wet Dream Girl                                 | —                                              |
| 2014 | Spank Bank Awards           | Nominada  | America's Porn Sweetheart                      | —                                              |
| 2014 | Spank Bank Awards           | Nominada  | BBC Slut of the Year                           | —                                              |
| 2014 | Spank Bank Awards           | Nominada  | Mejor cuerpo                                   | —                                              |
| 2014 | Spank Bank Awards           | Nominada  | Mattress Actress of the Year                   | —                                              |
| 2014 | Spank Bank Awards           | Nominada  | Protoype Sexual Cyborg of the Future           | —                                              |
| 2014 | Spank Bank Awards           | Nominada  | The Total Package                              | —                                              |
| 2014 | Spank Bank Awards           | Nominada  | Most Beautiful Seductress                      | —                                              |
| 2014 | The Fannys                  | Nominada  | Thirsty Girl (Best Oral)                       | —                                              |
| 2014 | Premios XBIZ                | Nominada  | Mejor actriz en película parodia               | This Ain't Homeland XXX                        |
| 2014 | Premios XBIZ                | Nominada  | Mejor escena de sexo en película parodia       | This Ain't Homeland XXX                        |
| 2016 | Premios XBIZ                | Nominada  | Mejor escena de sexo en película lésbica       | Saving Humanity                                |
| 2016 | Premios XBIZ                | Nominada  | Mejor escena de sexo en película protagonista  | Saving Humanity                                |